# Montclar (Spanyolország)
Montclar település Spanyolországban, Barcelona tartományban. Lakosainak száma 132 fő (2024).

## Földrajza
Montclar L’Espunyola, Casserres, Viver i Serrateix, Montmajor és Avià községekkel határos.

## Népesség
A település lakosságának változását az alábbi diagram mutatja:
| Lakosok száma | 89   | 356  | 350  | 283  | 258  | 126  | 112  | 117  | 136  | 132  |
|               | 1717 | 1887 | 1936 | 1960 | 1986 | 2004 | 2009 | 2014 | 2019 | 2024 |